# Remigia unipunctata
Remigia unipunctata là một loài bướm đêm trong họ Erebidae.